# Ludwig Wittmack
Marx Carl Ludwig Wittmack (Hamburgo, 26 de septiembre de 1839-Berlin, 2 de febrero de 1929) fue un botánico, micólogo y profesor alemán.
Estudió botánica en las Universidades de Jena (1864) y en la de Berlín (1865). Defiende su tesis doctoral en Gotinga en 1867; pasó a ser curador del "Museo de Agricultura de Berlín" y recibió su habilitación en 1874. Wittmack ensena botánica en el "Instituto Agrícola de Berlín", de 1880 a 1913 (así como dirige de 1910 a 1913) y en la "Escuela Veterinaria" de 1880 a 1920 Igualmente dirigió la "Estación Experimental Verband Deutscher Müller", de 1875 a 1905.
Wittmack escribió numerosos artículos de botánica, y también de contenido agronómico. Para la obra "Flora brasiliensis" del botánico germano Karl F.P. von Martius, contribyó con " Marcgraviaceae, y Rihizoboleae" (para el vol. 12 N.º 1, entre 1858 y 1889; para la obra de "Familias de plantas" de A. Engler y C. Prantl: "Bromeliaceae" (vol. 2 N.º 4, entre 1887 a 1888). Desde 1887, Wittmack fue por largos años editor de la revista "Gartenflora".

## Algunas publicaciones
- Die Königliche Landwirtschaftliche Hochschule in Berlin. Festschrift zur Feier des 25jährigen Bestehens (El Real Colegio de Agricultura en Berlín. Publicación aniversario de la celebración de sus 25 años de existencia. Verlagsbuchhandlung Paul Parey, Berlín 1906

- Die wissenschaftlichen Grundlagen der Saatzucht in Deutschland in den letzten 25 Jahren (Las Bases científicas del mejoramiento de semillas en Alemania durante los últimos 25 años). In: Jahrbuch der Deutschen Landwirtschafts-Gesellschaft. 26, 1911, pp. 101–118

- Plantae Lehmannianae in Guatemala, Costarica, Columbia, Ecuador etc. collectae. Bromeliaceae (enlace roto disponible en Internet Archive; véase el historial, la primera versión y la última).. Botanische Jahrbücher für Systematik, Pflanzengeschichte und Pflanzengeographie. Leipzig 11: 52-71

## Honores

### Eponimia
Género
- Wittmackia Mez[1] de la familia de Bromeliaceae

## Fuente
- Biografía de Max Planck Institute para la Historia de la Ciencia, Berlín
- La abreviatura «Wittm.» se emplea para indicar a Ludwig Wittmack como autoridad en la descripción y clasificación científica de los vegetales.[2]